# Бейлер, Надин
Надин Бейлер (нем. Nadine Beiler; 27 мая 1990, Инцинг, Австрия) — австрийская певица, победительница 3-го сезона популярного австрийского телешоу Starmania в 2007 году. 16 февраля 2007 года она выпустила свой первый сингл «Alles was du willst». Представляла Австрию в конкурсе песни «Евровидение 2011» с песней «The Secret Is Love» и финишировала 18-й с результатом в 64 балла. Победительница первого сезона музыкального телешоу «Маска».

## Жизнь до Starmania
Скрывающая свою национальную принадлежность, Надин Бейлер выросла в Инцинге, деревне в Тироле, одной из западных земель Австрии. Её родители оба работают в сфере здравоохранения: отец — врачом, а мать — массажисткой.
Пение было её хобби ещё с раннего детства, не только на случайных вечеринках, но и на свадьбах.

## Starmania

### Кастинг
Летом 2006 Надин приняла участие в первом туре кастинга австрийского телешоу Starmania. Её пение было оценено по достоинству жюри в первом и втором туре. В третьем предварительном финальном раунде она вытянула билет на главное шоу, где конкурировала наряду с другими кандидатками. Она была младшей из финалистов (ей было только 16 лет).

### Песни на Starmania
На шоу Надин Бейлер исполняла следующие песни (в скобках указан оригинальный исполнитель):
- «Hurt» (Кристина Агилера)
- «Aber Bitte Mit Sahne» (Удо Юргенс)
- «Where You Lead» (Кэрол Кинг)
- «Over The Rainbow» (Джуди Гарленд)
- «We’ve Got Tonight»
- «Verzaubert» (Papermoon[англ.])
- «You Had Me» (Джосс Стоун)
- «My Number One» (Елена Папаризу)
- «Fallin'» (Алиша Киз)
- «Reflection» (Леа Салонга / Кристина Агилера)
- «Together Again» (Джанет Джексон)
- «I’ll Be There» (The Jackson 5)
- «Dani California» (Red Hot Chili Peppers)
- «Bridge Over Troubled Water» (Simon and Garfunkel)
- «Don’t Let Go (Love)» (En Vogue)

### Победительница Starmania
26 января 2007 года Надин Бейлер выиграла шоу в заключительный вечер с высоким процентом голосования: 68 % всех голосов (примерно 650 000 голосов были отданы в телефонном голосовании зрителями шоу).

## Евровидение 2011

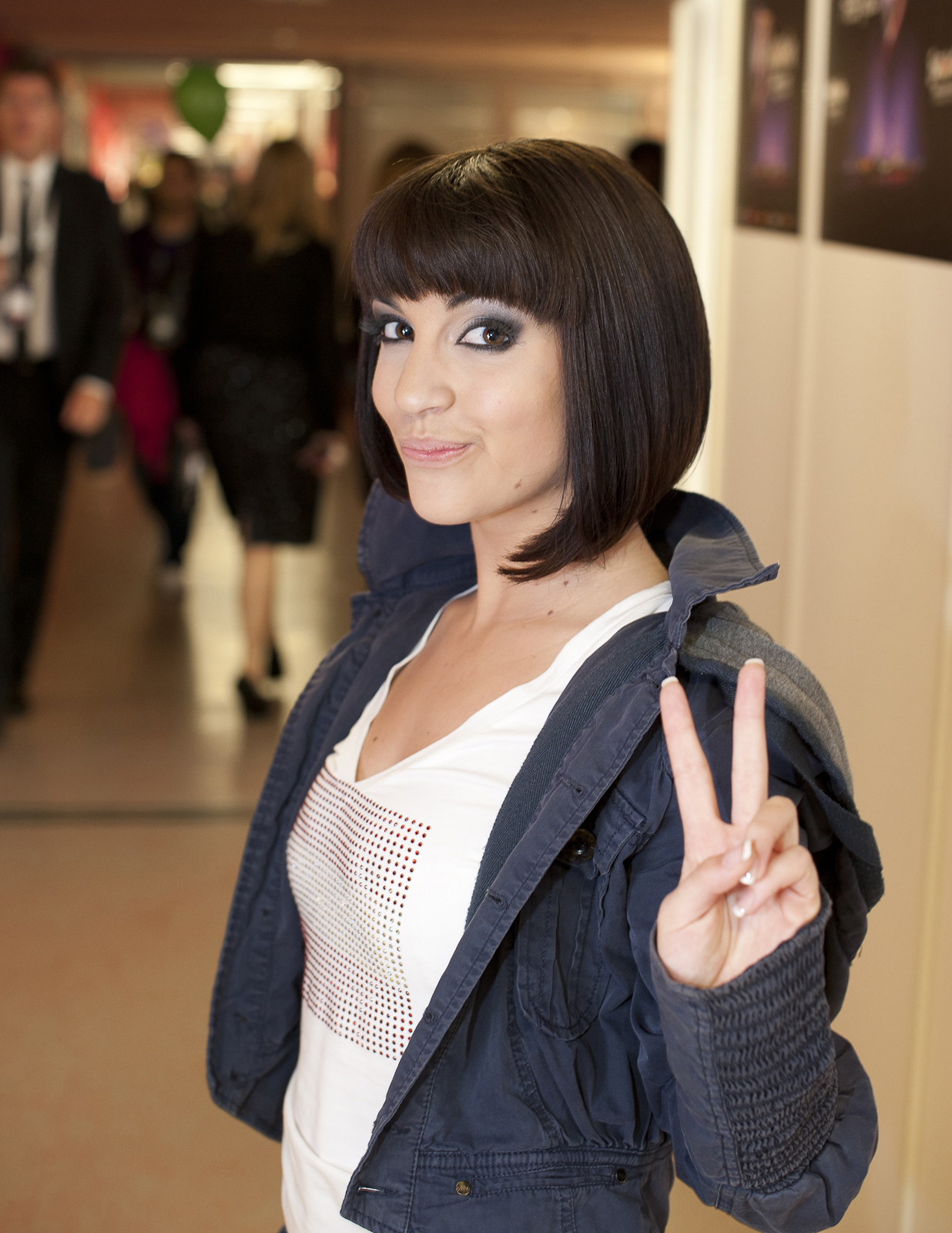
Надин Бейлер на Евровидении

25 февраля Надин Бейлер выиграла австрийский национальный отбор на «Евровидение 2011» с песней «The Secret is Love» и представила свою страну во втором полуфинале в Германии. Она вышла в финал, в котором стала 18-й. В голосовании жюри «The Secret is Love» получила 5-е место.

## Дискография

### Альбомы
| Название            | Об альбоме | Позиции в чартах |
| Название            | Об альбоме | AUT              |
| ------------------- | --- | ---------------- |
| Komm doch mal rüber | - Выпущен: 25 мая 2007 - Лейбл: Universal Music - Формат: CD, digital download                                 | 4                |
| I've Got a Voice    | - Выпущен: 13 мая 2011 - Лейбл: Sony Music Entertainment, Serious Entertainment - Формат: CD, digital download | 3                |
| Just Like           | - Выпущен: весна 2015 - Лейбл: Skyroc Records - Формат: digital download                                       | —                |
| Sweet Artist's Mind | - Выпущен: 11 ноября 2018 - Формат: digital download                                                           | —                |

### Синглы
| Год  | Сингл                 | Позиции в чартах | Альбом              |
| Год  | Сингл                 | AUT              | Альбом              |
| ---- | --------------------- | ---------------- | ------------------- |
| 2007 | «Alles was du willst» | 2                | Komm doch mal rüber |
| 2007 | «Was wir sind»        | 15               | Komm doch mal rüber |
| 2011 | «The Secret Is Love»  | 9                | I’ve Got a Voice    |